# شيد
الشيد هو المادة (بيضاء عادة) التي يطلى بها الجدار عدا الطلاء. يكون الشيد عادة بسمك بضعة مليمترات ويستخدم غالبا من داخل الغرف إلا أنه يمكن استخدامه من الخارج أيضا.
المواد التي يشيّد بها تشمل الجص والنورة والطين والاسمنت؛ كما قد تكون مزيجا منها مع بعض المضافات. قد يترك الشيد بلا طلاء إلا أنه غالبا ما يطلى بالطلاء لحمايته.

## شيد الطين
والشيد هو عبارة عن البياض التي تطلى به الجدران (بالعامية تسمى المحارة) وتتباين أنواع هذا الشيد لدرجة عظيمة غير انه يمكن ان نميز نوعين منه احدهما خشن ويكون غالبا مخلوط بالتبن (كما هو موجود في أيامنا هذة في بعض القرى) والثاني من صنف أفضل وعبارة عن خليط طبيعي من الطين ومطحون الحجر الجيرى وكان كلا من النوعين يكسى بشيد من الجبس لإعداد سطح أكثر صلاحية للتصوير.
ويسمى أيضا الجير الحي.

## شيد الجبس
وكانت تغطى به جدران المقابر المبنية بالحجر الجيرى ونظرا لان ألواح الحجر الجيرى كانت تستخدم ككساء لجدران مقابر علية القوم فكثيرا ما كانت غير منتظمة الشكل حيث كانت مختلفة الأحجام فان الفواصل الراسية والأفقية بين الأحجار لم تكن منتظمة ولذا فقد كانت الفراغات التي تنشا من عدم الانتظام هذا تملئ بقطع صغيرة من الحجر الجيرى ثم ان السطح كان يطلى ككل بشيد الجبس لستر العيوب وعدم الانتظام في الحجر وكان ذلك طله لإعداد السطح للنقش عليه.